# صوم باعوثة نينوى

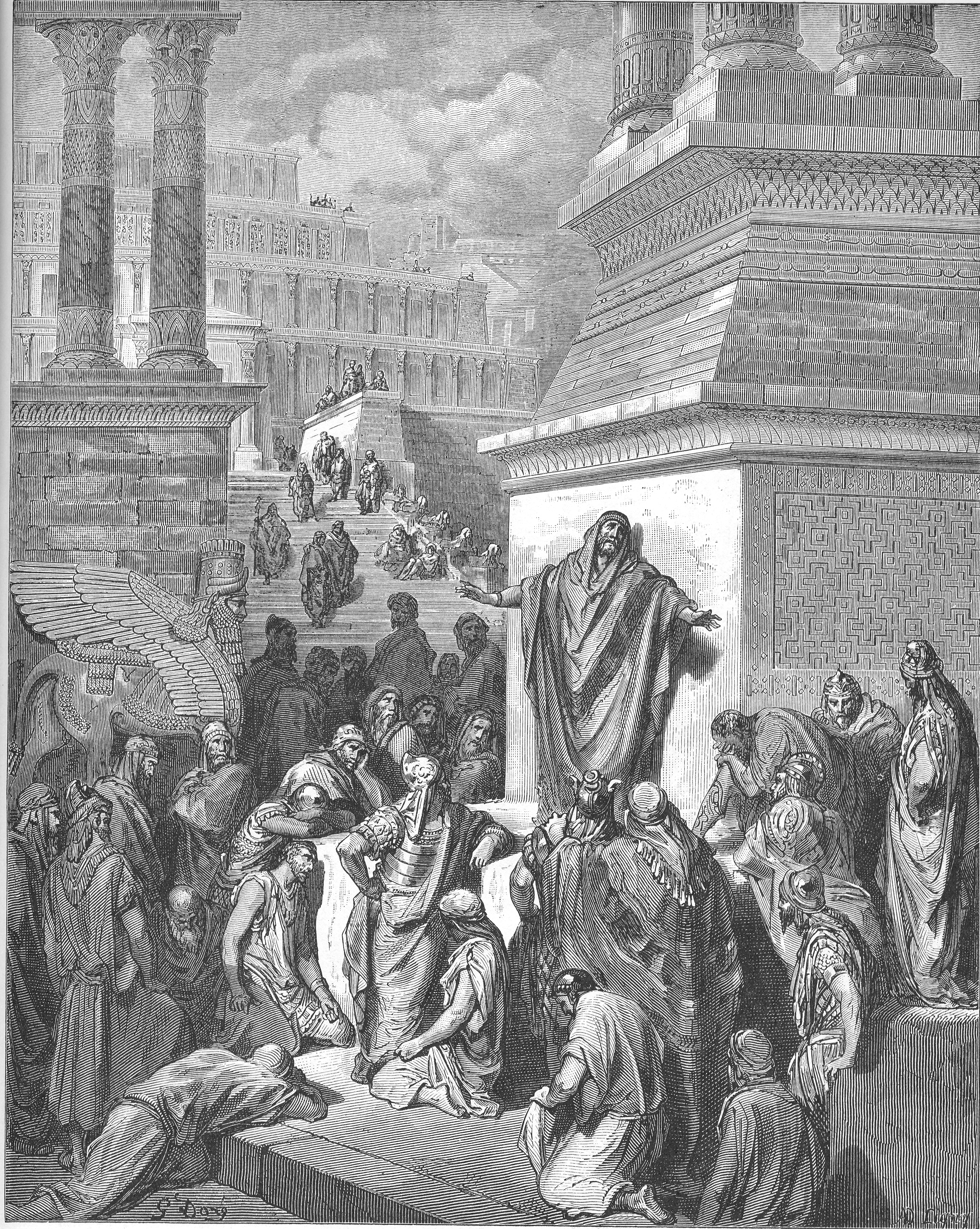

صوم باعوثة نينوى أو صوم الباعوثة هو صوم مسيحي منتشر في الكنائس السريانية والأرثوذكسية المشرقية. وخلاله يتم تذكار صوم سكان مدينة نينوى بحسب سفر يونان.

## أصله ومنشأه
هناك عدة نظريات عن منشأ هذا الصوم، منها:
- حسب البطريركية الكلدانية، صوم الباعوثة له علاقة بصوم نينوى وبانتشار وباء الطاعون الذي اكتسح مناطق عديدة من العراق في القرن السابع، وبسببه قرر البطريرك والأساقفة وقتذاك القيام بهذه العبادة لرفع الصلوات، والصوم على نية وقف الكارثة التي حلت بالناس، فكانت النتيجة أن بطل الموت وزال شبح الطاعون، فاتفق رؤساء الكنيسة، منذ ذلك الوقت، على أن يحيوا هذه الذكرى سنويا من خلال صوم الباعوثة الذي تواصل الكنيسة القيام به إلى يومنا هذا.
- صوم الباعوثة قد يكون يرمز إلى النبي يونان (النبي يونس) حينما ارسله الله إلى أهل نينوى وحاول الهرب خوفاً منهم ثم القي في الماء وابتلعه الحوت لمدة ثلاثة أيام فصلى إلى الله من جوف الحوت واستجاب الله له وخلصه فذهب بعدها إلى أهل نينوى يحثهم على التوبة عن الخطايا. لهذا يلتزم أهل نينوى أكثر من غيرهم بهذا الصوم حتى ان الكثير منهم ينقطع تماما عن الطعام خلال هذا الصوم.